# ZZ Top
ZZ Top je americká rocková skupina založená v Houstonu v Texasu v roce 1969. Po dobu 51 let ji tvořili zpěvák a kytarista Billy Gibbons, bubeník Frank Beard a baskytarista a zpěvák Dusty Hill, až do Hillovy smrti v roce 2021. ZZ Top si vybudovali charakteristický zvuk založený na Gibbonsově bluesovém stylu a rytmické sekci Hilla a Bearda. Jsou známí svými energickými koncerty, vtipnými a dvojsmyslnými texty a ikonickým vzhledem Gibbonse a Hilla, kteří nosili sluneční brýle, klobouky a dlouhé vousy.
ZZ Top vznikli poté, co se Gibbonsova předchozí kapela Moving Sidewalks v roce 1969 rozpadla. Během roku podepsali smlouvu s London Records a v roce 1971 vydali debutové album ZZ Top's First Album. Alba Tres Hombres (1973) a Fandango! (1975) a singly „La Grange“ a „Tush“ získaly rozsáhlé rádiové vysílání. V polovině 70. let se ZZ Top stali v Severní Americe proslulí svými živými show, včetně Worldwide Texas Tour (1976–77), které bylo kriticky i komerčně úspěšné. ZZ Top se vrátili v roce 1979 s novým hudebním směrem a image — Gibbons a Hill nosili sluneční brýle a stejné vousy dlouhé po hruď. S albem El Loco (1981) začali experimentovat se syntezátory a automatickými bicími. Vytvořili si mainstreamovější zvuk a dosáhli celosvětové slávy s alby Eliminator (1983) a Afterburner (1985), která integrovala vlivy new wave, punku a dance-rocku. Popularita hudebních videí z těchto alb, včetně „Gimme All Your Lovin'“, „Sharp Dressed Man“ a „Legs“, jim zajistila obrovskou sledovanost na MTV a udělala z nich ikony popkultury 80. let. Turné k albu Afterburner vytvořilo rekordy v návštěvnosti a tržbách za rok 1986.
Po vydání svého desátého alba Recycler (1990) a navazujícího turné skupina pokračovala v experimentování s různým úspěchem na albech Antenna (1994), Rhythmeen (1996), XXX (1999) a Mescalero (2003). Vydali také La Futura (2012) a Goin' 50 (2019), kompilační album k 50. výročí kapely. Když Hill v roce 2021 zemřel, ZZ Top byli nejdéle fungující kapelou s nezměněnou sestavou v historii hudby. Podle Hillova přání ho na baskytaře nahradil dlouholetý kytarový technik kapely Elwood Francis.
ZZ Top vydali 15 studiových alb a prodali odhadem 50 milionů desek. Získali tři ceny MTV Video Music Awards a v roce 2004 byli členové uvedeni do Rock and Roll Hall of Fame.. V roce 2015 časopis Rolling Stone zařadil Gibbonse na 32. místo mezi největšími kytaristy všech dob. Členové kapely podpořili řadu kampaní a charitativních projektů, včetně Childline, St. Jude Children's Research Hospital a Delta Blues Museum.

## Diskografie
Před ZZ Top
- The Moving Sidewalks: Flash (1967)
- American Blues: American Blues 'Is Here' (1968)
- American Blues: Do Their Thing (1969)

Studiová alba
- ZZ Top's First Album (1971)
- Rio Grande Mud (1972)
- Tres Hombres (1973)
- Fandango! (1975)
- Tejas (1976)
- Degüello (1979)
- El Loco (1981)
- Eliminator (1983)
- Afterburner (1985)
- Recycler (1990)
- Antenna (1994)
- Rhythmeen (1996)
- XXX (1999)
- Mescalero (2003)
- La Futura (2012)

EP
- Texicali (2012)

Kompilace a koncertní alba
- The Best of ZZ Top (1977)
- Six Pack (1985) (Šest prvních alb remasterovaných na 3 CD)
- Greatest Hits (1992)
- One Foot in the Blues (1994) (Kompilace dříve vydaných bluesových písní)
- Chrome, Smoke & BBQ (2003) (Čtyřdisková kompilace z alb vydaných u London and Warner Brothers recordings)
- Rancho Texicano (2004) (Dvoudisková kompilace z alb vydaných u London and Warner Brothers recordings)
- Live from Texas (2008)
- Double Down Live (2009)